# Teoría del nivel medio
La teoría del nivel medio o teoría de alcance intermedio en arqueología, pone en relación el comportamiento humano y los procesos naturales a los datos arqueológicos. Las investigaciones de nivel medio intentan proporcionar a la arqueología las herramientas necesarias para deducir comportamientos de determinadas sociedades del pasado a partir de los hallazgos arqueológicos. Esta teoría vino derivada de los estudios etnoarqueológicos, de arqueología experimental y de la combinación de estos datos con estudios tafonómicos.
Lewis Binford, el principal defensor de esta teoría, llevó a cabo trabajos de campo etnográficos entre los esquimales Nunamiut, los navajos y los aborígenes australianos. Puso a prueba la teoría aplicando la metodología y conceptos arqueológicos para el análisis de la basura contemporánea. Binford desarrolló el concepto de la teoría de nivel medio aplicado en arqueología de la teoría sociológica de nivel medio o teorías de alcance intermedio de Robert K. Merton.
La estructura que Binford desarrolló para la teoría de nivel medio tenía cuatro componentes:
1. Documentación de las relaciones causales ente las dinámicas adecuadas y la estática relevante
2. Reconocimiento de patrones señalados en los restos estáticos
3. Conclusión de las dinámicas del pasado a partir de la observación de los patrones señalados en el registro arqueológico
4. Evaluación de las conclusiones.

Esta teoría empezó a ser criticada en los años 1970, sobre todo con el surgimiento de las teorías postprocesuales. La crítica se centró sobre todo en su reduccionismo y plantear la arqueología y antropología como un estudio científico con resultados concluyentes y unidireccionales. Las conclusiones empezaron a considerarse arbitrarias y la validez de las teorías que sustentaban se pusieron en duda por emitir conclusiones globales que no eran válidas en el nuevo contexto que empezó a desarrollarse con las ya mencionadas teorías postprocesuales y factores como el "agency".